# Hettiták
A hettiták ókori anatóliai nép volt, amely Hatti történelmi régióban (a mai Közép-Törökország területén) élt. Elsőként ők egyesítették Anatólia területének nagy részét. A hettita nyelv az általánosan elfogadott álláspont szerint az első ismert indoeurópai nyelvként vonult be a történelembe mint annak kihalt anatóliai ágához tartozó nyelv. Ebben vannak ellenvélemények, amelyek szerint a hettita nyelv indoeurópai elemei nem az alapréteget képezik, vagy épp ellenkezőleg, a hettita maga az indoeurópai alapnyelv, a proto-indoeurópai. Országuk volt az első igazán vaskori állam, amely híres volt kiváló harci kocsisairól. Birodalmuk az i. e. 14–13. század között élte fénykorát. Fővárosuk Hattuszasz volt.

## A név eredete
Egészen a 19. századig a nyugati világ egyetlen emlékét a hettitákról a Biblia szolgáltatta. Az Ószövetségben említett nép nevét, melyet a magánhangzók jelölése nélküli héber nyelv h-s, vagy ch-s formában írja le, a görög fordítások h kezdőbetűvel írták át. A lutheri Biblia-fordításban ennek megfelelően a görögből átvett „hettita” szóalak („Hethiter”) jelenik meg; a Károlyi Gáspár-félében „hitteus”. Számos európai nyelvben a nép nevének helyesírása bizonytalan (például német: Hethiter, Chettiter, Hettiter, Hetiter, Hittiter, Chetiter), ezért számos alakban elfogadott volt. A keresztény felekezetek 1971-ben egyeztek meg a hettita szó helyesírásáról a Bibliában.
A hettiták magukat az „ezer isten népe” jelzővel illették. Mítoszaikban nem egyszerűen többes számban írták le az istenek összességét, hanem a LI-IM DINGIRMEŠ (𒇷𒅎𒀭𒈨𒌍) fordulattal. Ebből a LI.IM (li-im, limu) az ezres számot jelenti, a DINGIR isten, a MEŠ pedig a többes szám jele.
A hettita név eredetét a héber a cheta viszonylag híven tükrözi, az asszír források ḫa-a-ti vagy ḫa-at-ti alakban írták, ami átvétele a hettiták által használt önmegnevezésnek. A név a Hattum városnévből vagy a Hattum régiónévből származik. Az előbbi Hattuszasz óasszír neve, az utóbbi az asszír kolonizálás területét jelölte.

## A hettiták területi elhelyezkedése

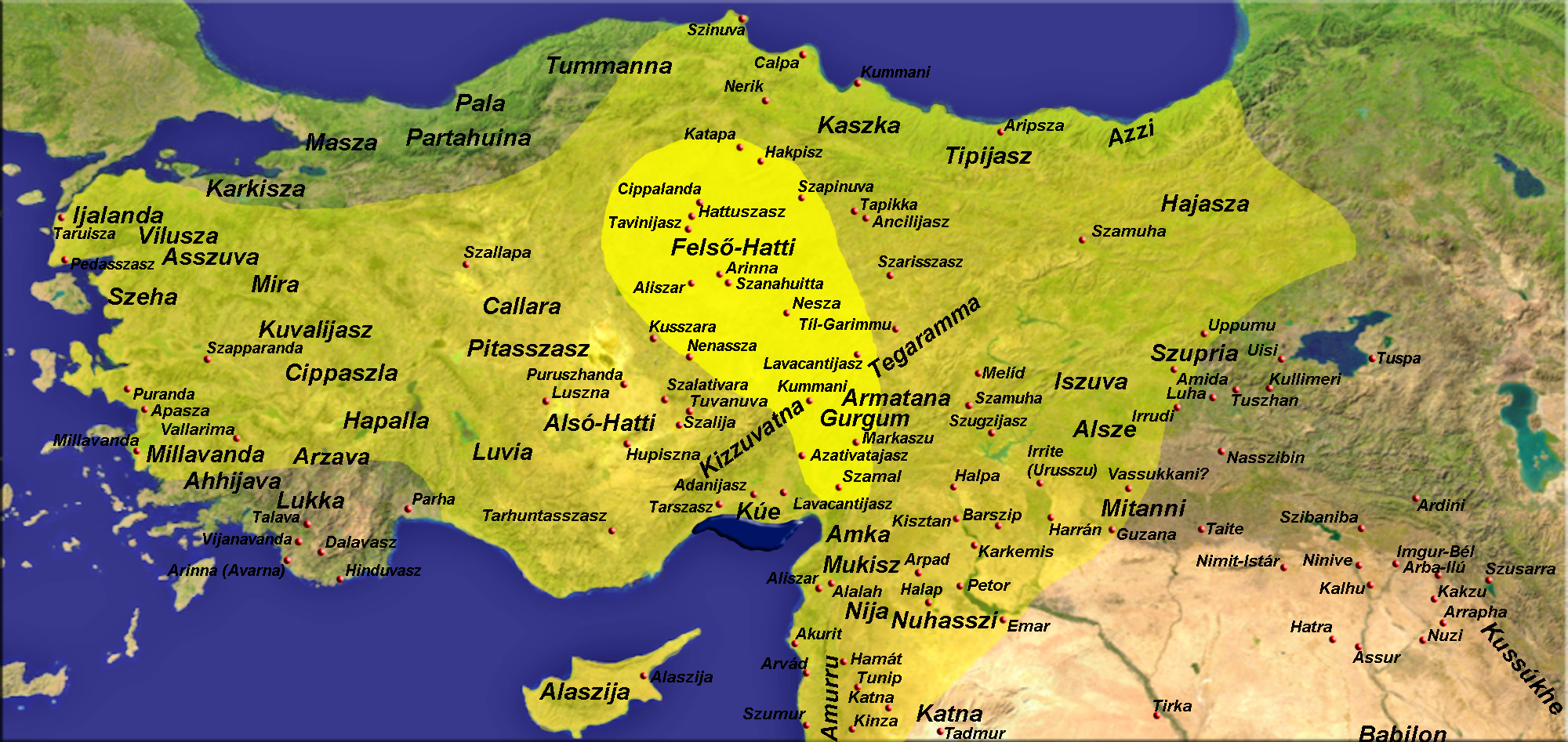
A Hettita Újbirodalom legnagyobb kiterjedése idején (sötétebben a hettita magterületek)

A hettita magterületek a mai Törökország középső vidékén, a Halüsz (ma: Kizilirmak, az időben Marasszanta vagy Marasszantijasz) folyó felső folyása mentén alakultak ki, dél felé egészen a szíriai térségig elnyúlva. Később jelentősen megnövekedett a hettiták ellenőrzése alatt álló terület, és Hatti nyugaton egészen az Égei-tenger partjáig, délen pedig Kánaánig terjeszkedett.

## Történetük

### A hettiták gyökerei

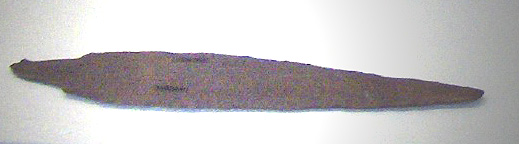
Anittasz tőre Kanisból

A mai Közép-Törökország területét az i. e. 3. évezredben a hattik lakták. Uralmukat a hódító hettiták az i. e. 3. évezred végén döntötték meg. Az i. e. 3. évezred végén az általánosan elfogadott elmélet szerint jelentős népmozgás söpört végig Anatólián: megjelentek a kaukázusi eredetű hurrik és az indoeurópai hettiták (szorosabban véve a neszaik), luvik és palaik.
A korai hettita időkről nem sokat tudunk. A vidék első írásos forrásai az Óasszír Birodalom intenzív kereskedelmi tevékenységének köszönhetőek. Az asszírok számos autonóm kereskedelmi telepet (kárum) és kisebb lerakatot (wabartum) hoztak létre Assurból kiinduló kereskedelmi útvonalaik végállomásaként anatóliai városokban. Messze a legjelentősebb ezek közül a hatalmas mennyiségű ránk maradt ékírásos anyag miatt Kanis (a hettita időkben Nesza) volt, de megemlítendő még többek között Hattuszasz, Puruszhanda és Calpa (óasszír Ḫattuš, Purušḫattum, Zalpa).
Az óasszír kereskedelem virágzásának időszakában Anatólia településeit indoeurópai nevet viselő, egymással hadakozó uralkodók irányították, a lakosság azonban hatti nyelvű volt. A későbbi hettita királyok legrégebbi őseiknek Pithanaszt és Anittaszt tekintik, akik a máig ismeretlen helyen fekvő Kusszara városából kiindulva meghódították Kanist (Nesza), majd Hattuszaszt és Calpát is. Feltehetően velük hozható kapcsolatba az, hogy az i. e. 19. században Kanis tűzvészben elpusztult. Az ezt követő rétegben találtak egy Anittasz herceg palotája feliratot viselő tőrt.
A Hettita Birodalom történelme nem azonos a hettita nép történelmével. A hettita népre vonatkozóan két alapvető definíció lehetséges. Az egyik szűkebb értelmezés, a másik jelentősen tágabb, és egyik sem esik egybe a Birodalom i. e. 16. századtól i. e. 12. századig terjedő létével.

#### A nép (szűkebb értelemben)
A szűkebb definíció szerint a hettita nép azon anatóliaiak összessége, akik hettita nyelven beszéltek, az asszír ékírást használták, és területileg jól körülírhatóan elhatárolódtak Anatólia más népességétől. Ebben a megközelítésben a nép története a kanisi kárum II. réteggel kezdődik, az i. e. 19. században. Ekkor a telep öt lakókörzetéből egyben szinte kizárólag helyiek laktak, másik kettőben vegyesen az asszírokkal, és már az asszír írást használták az akkád nyelvű levelezésükben. Előtörténetükre vonatkozóan írásos források hiányában nem lehet megállapításokat tenni, mert nem tudni, mióta beszéltek elkülönülő nyelvet, mikor vették át az ékírást. Az bizonyos, hogy mezopotámiai kereskedők már az i. e. 23. században hagytak nyomokat a környéken.
A hettita nyelv neszai nyelvjárása és az asszír írás innen terjedt el Felső-Hattiban, az asszír kolonizáció által érintett Hattum területén (hettita nyelven mātum elītum). Ez a népesség már a hettita újbirodalom kezdetére feloldódott, és az államban egyre több hurri és luvi elem jelent meg. Ezért a hettita nép e szűkebb definíció szerint az i. e. 14. századra feloldódott, és megszűnt önálló népként létezni.

#### A nép (tágabb értelemben)
A tágabb értelmezés a kultúra általános jellegzetességei alapján, egyúttal a hatti–hettita kultúrfolytonosság alapján állva a hettita nép etnogenezisének kezdetét az i. e. 23. századra teszi. Akár volt hatti-hettita népességcsere (indoeurópai népvándorlás), akár nem, a kultúra lényeges alkotóelemei ekkortól törésmentesen léteznek, bár nyilván alakultak az évszázadok során. Kultúrahordozó etnikumként tekintve a hettita nép az i. e. 8. század legvégéig feltétlenül létezett az újhettita királyságokban, ekkorra oldódott fel az arameusok áradatában.
A tágabb értelemben vett hettita nép magában foglalja a hattikat, hettitákat, luvikat, palaiakat is, vagyis minden anatóliai nyelvet beszélő törzset, akiknek dokumentumai és nyelvemlékei a hattuszaszi levéltárban fennmaradtak.

#### A nép eredetének problémája
A hettita nép eredete gyakorlatilag minden szempontból kérdéses, sőt vitatott. Amikor a hettita nép a történész szakma látókörébe került, már az indoeurópai nyelvelmélet volt forgalomban. Ez a nyelvészeti alapokon álló történeti kronológia az egyik legfontosabb keleti nép, a hettita megismerése előtt került felállításra, és az indogermán kultúrprioritás elvén állva a véda-árják szanszkrit nyelvű emlékei alapján állt. Ekkor még úgy gondolták, hogy ezek az árják az i. e. 2. évezred közepe előtt hatoltak be az Indus völgyébe. Ennek alapján dolgozták ki a nyelvfejlődési és differenciálódási elméleteiket.
Ezt a kronológiát súlyosan érintette két későbbi megállapítás: egyrészt a Védák nem keletkezhettek az i. e. 1. évezred kezdete előtt, de inkább az i. e. 10–9. század jöhet szóba. Másrészt feltűntek az újólag megismert hettiták, akiknek nyelvében jelentős indoeurópai elemeket véltek felfedezni, és mindenképpen az i. e. 2. évezred elejéről származnak. Ugyanakkor a hettita nyelvben hangsúlyos nem-indoeurópai elemek is vannak.
Az indoeurópai nyelvelméletet egyetlen módon lehetett megmenteni: feltették, hogy a hettita nyelv két szubsztanciából állt össze, a benne lévő indoeurópai elemeket hordozó nép az indoeurópai őshaza területéről vándorolt be Anatóliába és telepedett rá egy nem-indoeurópai népre, akiket jobb híján hattiknak neveztek el. (Innen ered a keleti és nyugati származás elmélete, aszerint, hogy az indoeurópaiakat európai vagy iráni őshazában képzelik el.) A különböző hettita nyelveket (neszai, luvi, palai stb.) az indoeurópai nyelvcsalád kihalt mellékágaként az anatóliai nyelvek közé sorolják. Jelenleg ez a széles körben elfogadott, konszenzusos hettita eredet-elmélet, amelyet a szakirodalom zöme használ. Az elmélet súlyos problémája azonban, hogy népességcsere és bevándorló népesség régészetileg nem igazolható. A laringális elmélet kiterjesztése a hettitákra erőltetett és a hettita–görög kapcsolat is felborítja az indoeurópai nyelvek differenciálódására és kialakulására kidolgozott modelleket.
Így például a 20. század közepéig a görög nyelvre vonatkozó elmélet szerint a görögök felülrétegzett indoeurópaiak, vagyis maga a népesség eredetileg nem volt az, később átvette az indoeurópait. Ennek bizonyítására többek közt azt hozták fel, hogy a görög nyelvben lévő rengeteg -nt-, -nth-, -ssz-, -ksz- és -kh- betűkapcsolat a nem-indoeurópai alapnyelvük maradványa. Azóta már kiderült, hogy ezek közvetlenül a (kihaltnak gondolt) hettita nyelvből származnak, amelyet viszont teketória nélkül indoeurópainak minősítettek.
Ezen problémák feloldására két alternatív hettita etnogenezis-modell alakult ki. Az indo-hettita hipotézis szerint a hettita nyelv még a protoindoeurópai kialakulása előtt vált el a többi rokon nyelvtől. Ez azonban időrendileg igen messzire, több évezredes írásmentes korba vezetne vissza. A másik lehetőség szerint a hettiták helyben alakultak ki, helyben differenciálódott a nyelvük, kialakítva az anatóliai nyelvcsaládot. Ez esetben az indoeurópai elem jelenlétére két lehetséges magyarázat marad: vagy a régészetileg igazolható koránál jóval régebbi hurri hatás feltevése, vagy az, hogy a hettita nyelv maga a proto-indoeurópai nyelv.

### A Hettita Birodalom
A Hettita Birodalom Anatólia jelentős állama lett, hatalmas hódításokat vitt véghez ott és Szíriában, de hódításait sohasem tudta tartóssá tenni. Történelmének minden szakaszában voltak olyan külső és belső tényezők, amelyek megakadályozták a birodalom egységes kiépítését, a közigazgatás megszilárdítását, a katonai potenciál fenntartását. Ezen okok közt a nagyfokú politikai széttagoltság és az államszövetségi rendszer áll az első helyen. A Hettita Birodalom azonban etnikailag és nyelvileg sem volt egységes, és az uralkodóházon belül is hatalmas feszültségek rejtőztek.

## Kultúra

### Nyelv és írás

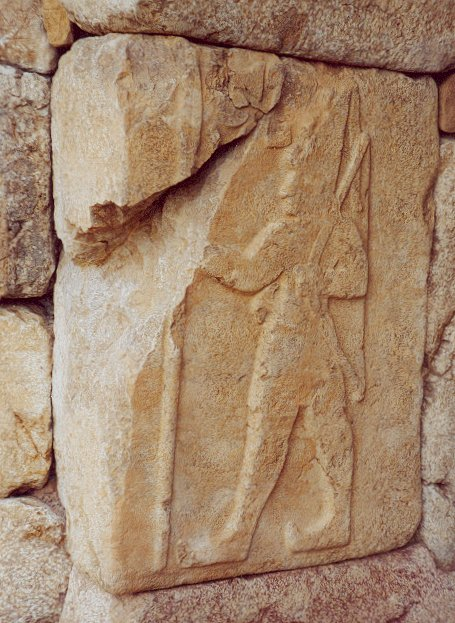
II. Szuppiluliumasz ábrázolása. A fején látható csúcsos süveg isteni attribútum

A hettiták ékírást használtak 
, de emellett létezett a luviktól átvett luvi hieroglif írás is. Ezt elsősorban kultikus szövegek lejegyzésére használták. Eleinte a hatti nyelv is tovább élt hasonló funkciókat ellátva.
A hettiták nyelvének és írásának megfejtéséhez nagyban hozzájárult Hugo Winckler német régész, aki 1906-os ásatásai során a törökországi Bogazköy közelében számos ékírásos táblát talált, köztük a II. Ramszesz és Hattuszilisz között a kádesi csata után kötött békét tartalmazó cseréptáblát, melyen a szöveg hieroglifákkal, és a hettiták ékírásával is megjelenik.  Utóbbit mindaddig  arzavai-írásnak nevezték, mivel az első cseréptáblák, melyeket ezzel az írással El-Amarnában találtak, egy arzavai címzettnek szóltak. A hettita írás és nyelv megfejtése végül Bedřich Hrozný nevéhez fűződik.

### Államszervezet és diplomácia
A hettita korszakból fennmaradt bő írásos és tárgyi emlék tudományos feldolgozása során fény derült arra, hogy a birodalom viszonylag hosszú léte több, az adott korszakban újításként alkalmazott módszernek és technikának volt köszönhető. A hettiták által uralt birodalmi magot képező Közép-Anatóliában az őslakosság munkája képviselte a birodalom alapvető gazdasági alapjait, emellett további működést biztosított a korábban kialakult asszír kalmár szervezeteknek, felettük a hettita katonai elit „csak” az irányítást, szervezést, uralmat gyakorolta. Újítást jelentett a birodalom szervezési módja, ami egyfajta szövetségi (vazallus) rendszert képezett, amely a birodalom és a mindenkori befolyási szférájának gyors politikai és katonai erőkoncentrálását és akcióképességét tette lehetővé (például a kádesi csatában is). Ez azonban a mindenkori térségi politikai erőviszony-változások hatására végül a birodalom gyors szétesését okozta. Hadászati újításként kiemelkedő jelentőséggel bírt a lovasság egy ágának, a harcikocsis egységek hettiták által kifinomított alkalmazása (melynek egyik alapfeltétele a kiváló lótenyésztés volt). Diplomáciai kapcsolatok tekintetében a szerződésszerű együttműködés hettiták által alkalmazott módszere – amelynek legismertebb korpusza a békeszerződés Egyiptommal – bizonyult előremutató újításnak.

#### Vallás
A hettiták főistensége kezdetben az ismeretlen helyen fekvő Arinna település ismeretlen nevű napistennője volt, mellette valószínűleg nagyobb szerepet kapott Sziusz, de az utóbbiról kevés információval rendelkezünk. Jelentős kultusza alakult ki Tarhuntasznak, a vihar (időjárás) istenének. A középhettita kortól (I. Tudhalijasztól) kezdve erőteljes hurri hatás jelentkezett a vallás terén. Ettől kezdve a hettita panteon nagyrészt megegyezett a Mitannibelivel, és főhelyre került Teszub viharisten, aki Hebat férje volt. A királyt is istenként tisztelték, az ábrázolásokon is isteni attribútumokkal látható. A Boğazkale (Bogazköy) határában levő Yazılıkaya sziklatemplom napjainkig fennmaradt reliefábrázolásain megjelenik a hettita pantheon istenségeinek felvonulása, másutt a Vihar(háború-)isten és az istenkirály rituális kapcsolata. Ugyanígy az ezt megjelenítő attribútum. A hettita korszak művészete is erre az ideológiai forrásra épül.

## Hadviselés
A hettiták fő fegyverneme a harci kocsi volt, amelynek első emléke már Anittasz korából ismert (CTH#1). A harci szekér nem volt újdonság, de a hettiták egy jelentős újítást vezettek be, így a nehéz hettita harci szekér mozgékonnyá és jól irányíthatóvá vált. Az újítás lényege az volt, hogy a tengelyt a hátulsó elhelyezés helyett a szekér alján, a súlypontnál rögzítették. Ezzel csökkent a lovak terhelése, így lehetővé vált, hogy a kétfős egyiptomi szekérrel szemben három harcos alkossa a személyzetét: a hajtó (kocsis), a pajzshordó (vagy fegyverhordozó) és a lövész (a szekér tulajdonosa, a harcos). A pajzs vagy négyszögletű, vagy dupla szekerce alakú volt. A lövész fegyverei a lándzsa és az íj voltak. A kerekek általában hatküllősek voltak. Ezek a szekerek nagy alakulatokban harcoltak, azonban nem voltak hatásosak a szétszórt hordák ellen.
A harckocsikon kívül fontos, bár a szekereknél kétségkívül kisebb szerepet játszott a nehézfegyverzetű hettita gyalogság is, illetve a források megemlékeznek felderítőkről, sáncásókról, utóvédről. A utóvéd nehéz, ökrök vontatta szekéren és szamarakon hordta a málhát. Hettita flottáról nem tudunk, ahogy lovasságról sem. A lovakkal azonban tudtak bánni, ezt bizonyítja a Boğazkaleben talált négy agyagtábla, amelyet egy bizonyos Kikkuli írt a lovak idomításáról és tenyésztéséről.